# Handball-Bundesliga (Frauen) 2011/12
Die Handball-Bundesliga 2011/12 der Frauen war die 27. Spielzeit der Handball-Bundesliga der Frauen.
Nach dem Rückzug des VfL Sindelfingen spielten 11 Mannschaften in der Hauptrunde um den Einzug in die Play-offs zur deutschen Meisterschaft. Die besten acht Mannschaften spielten dort um die deutsche Meisterschaft 2012. Der Thüringer HC verteidigte den Meistertitel. Aufsteiger zur neuen Saison waren die HSG Bad Wildungen und der SVG Celle.
Außerdem traten fünf Teams in europäischen Wettbewerben an.

## Vereine & Spielstätten
In der nachfolgenden Tabelle stehen alle Vereine mitsamt den Heimspielstätten und den Kapazitäten.

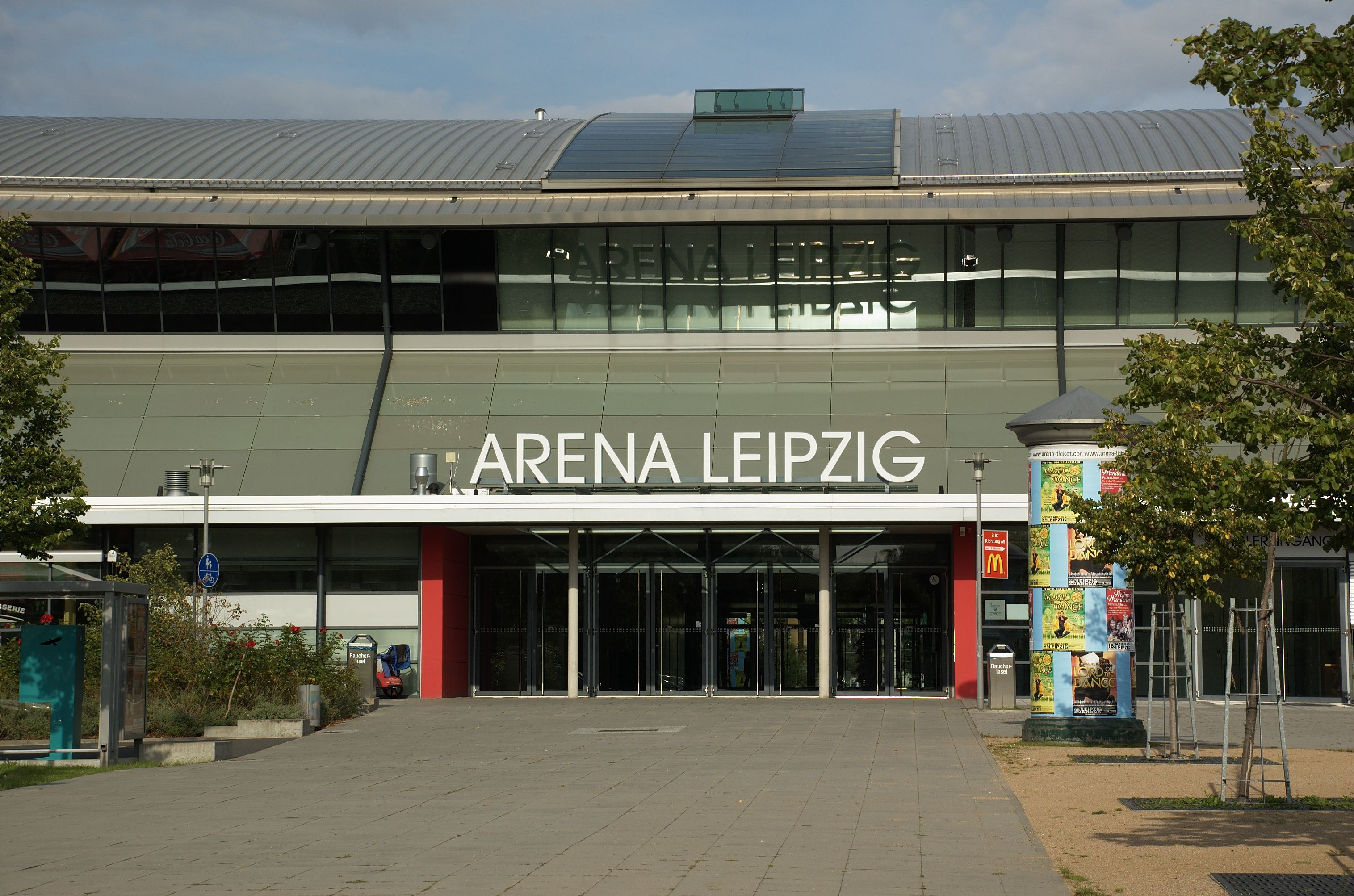
Die Arena Leipzig als Heimspielstätte des HC Leipzig

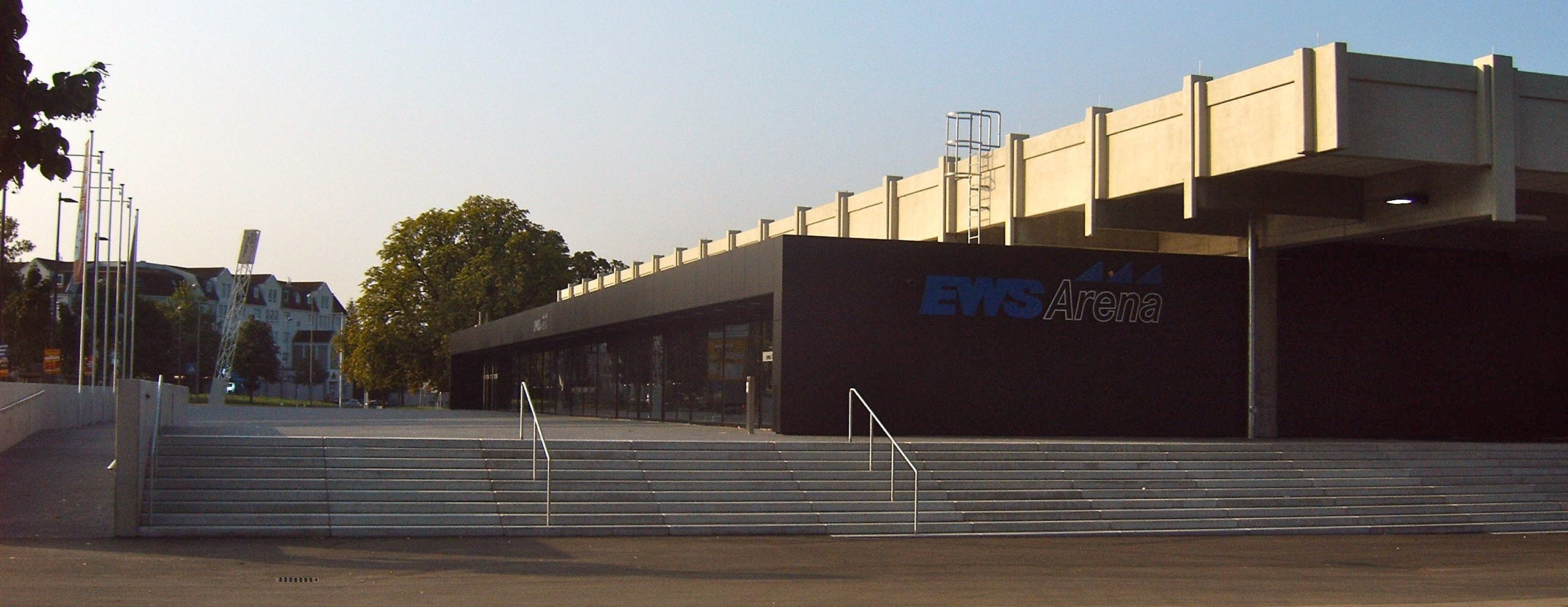
In der EWS Arena spielt Frisch Auf Göppingen

| Verein               | Spielstätte                  | Kapazität |
| -------------------- | ---------------------------- | --------- |
| HC Leipzig           | Arena Leipzig                | 7.000     |
| Frisch Auf Göppingen | EWS Arena                    | 5.500     |
| DJK/MJC Trier        | Arena Trier                  | 4.500     |
| Bayer Leverkusen     | Smidt-Arena                  | 3.500     |
| VfL Oldenburg        | EWE ARENA                    | 2.300     |
| Frankfurter HC       | Brandenburg-Halle            | 2.500     |
| Buxtehuder SV        | Schulzentrum Nord            | 1.800     |
| Thüringer HC         | Salza-Halle                  | 1.200     |
| SVG Celle            | HBG-Halle                    | 1.000     |
| VfL Sindelfingen     | Sommerhofenhalle             | 1.000     |
| HSG Bad Wildungen    | Ensesporthalle               | 800       |
| HSG Blomberg-Lippe   | Sporthalle an der Ulmenallee | 750       |

## Saison

### Tabelle
| Pl. | Verein                | Sp | G  | U | V  | Tore      | Diff. | Punkte  |
| 1.  | Thüringer HC (M, P)   | 20 | 16 | 0 | 4  | 596 : 482 | + 114 | 32 : 08 |
| 2.  | Buxtehuder SV         | 20 | 15 | 2 | 3  | 560 : 506 | + 054 | 32 : 08 |
| 3.  | HC Leipzig            | 20 | 14 | 2 | 4  | 536 : 470 | + 066 | 30 : 10 |
| 4.  | VfL Oldenburg         | 20 | 14 | 1 | 5  | 593 : 544 | + 049 | 29 : 11 |
| 5.  | Bayer 04 Leverkusen   | 20 | 9  | 4 | 7  | 560 : 545 | + 015 | 22 : 18 |
| 6.  | FHC Frankfurt/Oder    | 20 | 10 | 1 | 9  | 561 : 527 | + 034 | 21 : 19 |
| 7.  | Frisch Auf Göppingen  | 20 | 7  | 3 | 10 | 514 : 526 | − 012 | 17 : 23 |
| 8.  | HSG Blomberg-Lippe    | 20 | 7  | 2 | 11 | 554 : 557 | − 03  | 16 : 24 |
| 9.  | HSG Bad Wildungen (A) | 20 | 6  | 2 | 12 | 492 : 556 | − 064 | 14 : 26 |
| 10. | DJK/MJC Trier         | 20 | 2  | 1 | 17 | 474 : 607 | − 133 | 05 : 35 |
| 11. | SVG Celle (A)         | 20 | 0  | 2 | 18 | 468 : 588 | − 120 | 02 : 38 |
| 12. | *VfL Sindelfingen     | 0  | 0  | 0 | 0  | 0 : 0     | ± 0   | 0 : 0   |

*Der VfL Sindelfingen zog sich vor dem Saisonstart offiziell aus der Bundesliga zurück

### Entscheidungen
|     | Teilnehmer Play-offs                      |
|     | Abstieg in die 2. Handball-Bundesliga     |
| (M) | Deutscher Meister                         |
| (P) | amtierender DHB-Pokal Sieger              |
| (A) | Aufsteiger aus der 2. Handball-Bundesliga |

### Kreuztabelle
Die Kreuztabelle stellt die Ergebnisse aller Spiele dieser Saison dar. Die Heimmannschaft ist in der linken Spalte, die Gastmannschaft in der oberen Zeile aufgelistet.
| 2011/12                 | Thüringer HC | HC Leipzig | Buxtehuder SV | Bayer 04 Leverkusen (Handball) | VfL Oldenburg | Frankfurter HC | HSG Blomberg-Lippe |         | DJK/MJC Trier | HSG Bad Wildungen |         |
| ----------------------- | ------------ | ---------- | ------------- | ------------------------------ | ------------- | -------------- | ------------------ | ------- | ------------- | ----------------- | ------- |
| Thüringer HC            |              | 23 : 32    | 32 : 24       | 37 : 29                        | 32 : 30       | 30 : 26        | 34 : 22            | 34 : 26 | 39 : 17       | 31 : 19           | 37 : 24 |
| HC Leipzig              | 19 : 28      |            | 32 : 21       | 29 : 29                        | 28 : 25       | 27 : 24        | 28 : 24            | 23 : 21 | 32 : 19       | 26 : 28           | 29 : 14 |
| Buxtehuder SV           | 22 : 21      | 23 : 18    |               | 21 : 21                        | 33 : 30       | 26 : 23        | 25 : 23            | 30 : 28 | 34 : 24       | 30 : 26           | 33 : 26 |
| TSV Bayer 04 Leverkusen | 23 : 27      | 23 : 27    | 31 : 36       |                                | 31 : 26       | 30 : 34        | 35 : 29            | 24 : 21 | 32 : 24       | 30 : 31           | 27 : 23 |
| VfL Oldenburg           | 27 : 26      | 26 : 26    | 25 : 32       | 32 : 25                        |               | 31 : 30        | 34 : 26            | 30 : 23 | 30 : 25       | 28 : 19           | 34 : 30 |
| Frankfurter HC          | 25 : 27      | 30 : 20    | 23 : 22       | 22 : 22                        | 24 : 32       |                | 32 : 33            | 36 : 20 | 29 : 21       | 29 : 28           | 31 : 27 |
| HSG Blomberg-Lippe      | 27 : 31      | 25 : 26    | 30 : 31       | 28 : 30                        | 23 : 30       | 24 : 29        |                    | 26 : 24 | 35 : 27       | 30 : 23           | 31 : 18 |
| Frisch Auf Göppingen    | 26 : 25      | 20 : 24    | 27 : 27       | 25 : 25                        | 31 : 32       | 27 : 30        | 30 : 30            |         | 27 : 19       | 29 : 23           | 28 : 25 |
| DJK/MJC Trier           | 21 : 30      | 22 : 28    | 20 : 30       | 26 : 32                        | 30 : 32       | 26 : 25        | 25 : 34            | 28 : 33 |               | 26 : 28           | 28 : 24 |
| HSG Bad Wildungen       | 21 : 22      | 25 : 31    | 24 : 30       | 19 : 31                        | 26 : 33       | 32 : 30        | 22 : 22            | 16 : 25 | 28 : 21       |                   | 29 : 27 |
| SVG Celle               | 22 : 30      | 20 : 31    | 22 : 30       | 28 : 30                        | 24 : 26       | 22 : 29        | 23 : 32            | 19 : 23 | 25 : 25       | 25 : 25           |         |

## Statistiken

### Torschützenliste
Die Torschützenliste zeigt die drei besten Torschützinnen in der 1. Handball-Bundesliga 2012.
Zu sehen sind die Nation der Spielerin, der Name, die Position, der Verein, die gespielten Spiele, die Tore und die 7-m-Tore.
| Pl. | Nation      | Spieler            | Pos. | Verein              | Sp. | Tore | 7 m |
| --- | ----------- | ------------------ | ---- | ------------------- | --- | ---- | --- |
| 1.  | Deutschland | Franziska Mietzner | RL   | Frankfurter HC      | 22  | 195  | 70  |
| 2.  | Deutschland | Laura Steinbach    | RL   | Bayer 04 Leverkusen | 23  | 156  | 31  |
| 3.  | Osterreich  | Katrin Engel       | RA   | Thüringer HC        | 23  | 153  | 63  |

### Bester 7-m-Werfer
In der Tabelle stehen die drei besten 7-m-Werfer der 1. Handball-Bundesliga 2012.
Zu sehen sind die Nation der Spielerin, der Name, die Position, der Verein, die gespielten Spiele, die 7-m-Tore, die 7-m-Versuche und die 7-m-Quote.
Stand: 20. November 2011
| Pl. | Nation      | Spieler              | Pos. | Verein               | Sp. | 7 m | Ver. | Quote |
| --- | ----------- | -------------------- | ---- | -------------------- | --- | --- | ---- | ----- |
| 1.  | Deutschland | Sabrina Richter      | RA   | HSG Blomberg-Lippe   | 8   | 28  | 31   | 90 %  |
| 2.  | Litauen     | Birutė Stellbrink    | RL   | Frisch Auf Göppingen | 8   | 28  | 33   | 85 %  |
| 3.  | Rumänien    | Cristina-Ioana Mihai | RR   | HSG Bad Wildungen    | 8   | 27  | 36   | 75 %  |

## Play-offs deutsche Meisterschaft
In den Play-off-Spielen zählt bei Punktgleichheit die bessere Tordifferenz. Ist auch diese gleich, entscheidet die höhere Zahl der auswärts erzielten Tore (Auswärtstorregel). Sollte auch dann noch kein Sieger feststehen, ist direkt im Anschluss an das jeweilige Play-off-Rückspiel der Sieger ohne vorherige Verlängerung durch ein Siebenmeterwerfen zu ermitteln.

### Viertelfinale
Im Viertelfinale traf der Tabellenerste auf den Tabellenachten, der Tabellenzweite auf den Tabellensiebten, der Tabellendritte auf den Tabellensechsten und der Tabellenvierte auf den Tabellenfünften.

Die ersten 4 Plätze hatten das Recht, das Rückspiel zu Hause auszutragen.

Die Hinspiele fanden am 21./22. April 2012 statt, die Rückspiele am 25. April 2012.
| Mannschaft 1         | Mannschaft 2  | Hinspiel             | Rückspiel            | Gesamt  |
| -------------------- | ------------- | -------------------- | -------------------- | ------- |
| HSG Blomberg-Lippe   | Thüringer HC  | 22.04. So. 16:00 Uhr | 25.04. Mi. 19:30 Uhr | 51 : 56 |
| HSG Blomberg-Lippe   | Thüringer HC  | 26 : 29 (14 : 12)    | 25 : 27 (13 : 15)    | 51 : 56 |
| Frisch Auf Göppingen | Buxtehuder SV | 21.04. Sa. 18:00 Uhr | 25.04. Mi. 19:30 Uhr | 44 : 63 |
| Frisch Auf Göppingen | Buxtehuder SV | 24 : 28 (10 : 13)    | 20 : 35 (10 : 14)    | 44 : 63 |
| FHC Frankfurt/Oder   | HC Leipzig    | 21.04. Sa. 16:00 Uhr | 25.04. Mi. 18:30 Uhr | 45 : 50 |
| FHC Frankfurt/Oder   | HC Leipzig    | 21 : 26 (08 : 13)    | 25 : 24 (10 : 9)     | 45 : 50 |
| Bayer 04 Leverkusen  | VfL Oldenburg | 21.04. Sa. 15:00 Uhr | 25.04. Mi. 19:00 Uhr | 54 : 49 |
| Bayer 04 Leverkusen  | VfL Oldenburg | 26 : 21 (14 : 11)    | 28 : 28 (12 : 14)    | 54 : 49 |

### Halbfinale
Die Hinspiele fanden am 2. Mai 2012 statt und die Rückspiele am 5. Mai 2012.
| Mannschaft 1        | Mannschaft 2  | Hinspiel             | Rückspiel            | Gesamt  |
| ------------------- | ------------- | -------------------- | -------------------- | ------- |
| Bayer 04 Leverkusen | Thüringer HC  | 02.05. Mi. 19:30 Uhr | 05.05. Sa. 15:00 Uhr | 51 : 54 |
| Bayer 04 Leverkusen | Thüringer HC  | 26 : 25 (11 : 12)    | 25 : 29 (11 : 13)    | 51 : 54 |
| HC Leipzig          | Buxtehuder SV | 02.05. Mi. 19:30 Uhr | 05.05. Sa. 19:30 Uhr | 50 : 50 |
| HC Leipzig          | Buxtehuder SV | 31 : 23 (14 : 10)    | 19 : 27 (07 : 15)    | 50 : 50 |

### Finale
Das Hinspiel fand am 12. Mai 2012 statt, das Rückspiel am 19. Mai 2012.
| Mannschaft 1  | Mannschaft 2 | Hinspiel             | Rückspiel            | Gesamt  |
| ------------- | ------------ | -------------------- | -------------------- | ------- |
| Buxtehuder SV | Thüringer HC | 12.05. Sa. 16:00 Uhr | 14.05. Sa. 15:00 Uhr | 52 : 53 |
| Buxtehuder SV | Thüringer HC | 26 : 25 (10 : 11)    | 26 : 28 (11 : 13)    | 52 : 53 |

## Die Meistermannschaft
| 1. | Thüringer HC |
|    | - Mannschaft: Dinah Eckerle, Maike März, Nadja Nadgornaja, Katrin Schröder, Nora Reiche, Willemijn Karsten, Shenia Minevskaja, Danick Snelder, Ulrike Jahn, Katrin Engel, Dagmara Stuparičová, Idalina Borges Mesquita, Petra Popluhárová, Lýdia Jakubisová, Kerstin Wohlbold, Melinda Geiger - Trainer: Herbert Müller |